# Hyenas
Hyenas es una película de terror de 2010 escrita y dirigida por Eric Weston.

## Elenco
- Christa Campbell como Wilda.
- Costas Mandylor como Gannon.
- Joshua Alba como Marco.
- Rudolf Martin como Sheriff Manfred.
- Christina Murphy como Gina.
- Haydée Balza como Maria.
- Meshach Taylor como Crazy Briggs.
- Bar Paly como Luna.
- Andrew James Allen como Jasper.
- Amanda Aardsma como Valerie.
- Sean Hamilton como Tobias.
- Maxie J. Santillan Jr. como Salazar
- John Bryant Davila como Doorman.
- Michael Nardelli como Vinnie.
- Stephen Taylor como Danny.
- Derrick Kosinski como Bobby.
- Mike Rad como Orville.